# Mizalla
Der Mizalla (arabisch مظلة, DMG miẓalla ‚Schirm‘) war die herausragende Herrschaftsinsigne der Kalifen der Fatimiden im 10. bis 12. Jahrhundert.
Die Person des Kalifen war der Öffentlichkeit durch einen über ihn gehaltenen goldenen Schirm erkennbar, der ihn im Schatten der Sonne stehen lassen sollte. Üblicherweise wurde der Schirm zu allen Zeiten über den Kalif gehalten, sobald er sich außerhalb seines Palastes bewegte. Der fromm-asketische Kalif al-Hakim (gest. 1021) dagegen verzichtete bei seinen vielen Ausritten in die Altstadt und Umgebung von Kairo auf den Schirm, sehr zur Verwunderung des einfachen Volkes. In Kombination mit dem „Schwert mit dem Rückgrat“ (Ḏū l-faqār) wurde durch den Sonnenschirm die Anwesenheit der gottgegebenen Segenskraft (baraka) signalisiert, die den Kalifen, die zugleich auch die anerkannten „Vorsteher“ (imām) der Schia der Ismailiten waren, dank ihrer Abstammung vom Propheten innewohnte. Der Sonnenschirm wurde gelegentlich auch über die Person des Thronfolgers gehalten, um dessen Designation (naṣṣ) durch den Herrscher öffentlich anzuzeigen.
Das Aussehen des Sonnenschirms wurde mit dem eines Rundschildes beschrieben, der mittig auf eine Lanzenspitze aufgesteckt über den Kalif gehalten wurde. Die Goldschmiedearbeit war zudem kunstvoll mit Edelsteinen verziert. Der Schirmträger (ḥāmil al-miẓalla) hatte darauf zu achten, dass er den Kalif im Schatten der Sonne hielt, ohne ihn dabei zu stören. Die Träger waren in der Regel besondere Vertrauensleute des Kalifen, häufig deren Freunde aus Jugendtagen, und konnten von diesem Amt ausgehend die Karriereleiter im fatimidischen Staats- und Militärdienst hinaufsteigen.
Der Sonnenschirm wurde auch als Feldzeichen in die Schlacht geführt, sofern an dieser der Kalif oder dessen Thronfolger aktiv daran teilnahmen. So wie z. B. über den Kronprinz Ismail (später Kalif al-Mansur, gest. 953) in der Schlacht bei Kairuan gegen Abu Yazid am 5. Juni 946, oder über Kalif al-Aziz (gest. 996) in der Schlacht am Mühlenfluss gegen Alp-Tigin am 15. August 978.
Als weitere Insignien der Macht trugen die Kalifen, zumeist bei Audienzen im Palast, auch eine Krone oder Diadem (tāǧ). Dazu saßen sie unter einem kuppelförmigen aus goldfarbenen Stoffbahnen genähten Baldachin (al-qubba, davon das span. Alcoba, Alkoven), der den Sonnenschirm ersetzte. Auch mit dem überdimensionierten Kronreif „Sonnenschein“ (šamsa), mit dem die Kalifen als besondere Ehrerbietung die Kaaba in Mekka zu schmücken pflegten, verwiesen sie auf den auf ihnen ruhenden göttlichen Segen.